# Festa Major de Terrassa
La Festa Major de Terrassa és una celebració tradicional i popular que té lloc a Terrassa el primer diumenge després de Sant Pere (29 de juny). Així doncs, normalment s'escau el primer diumenge de juliol, llevat que Sant Pere caigui en dissabte. Comença el divendres a la tarda (dos dies abans) i acaba el dimecres següent a la nit. Els tres primers dies són els principals, i el dilluns és festa local.
Se celebra en honor dels seus sants patrons: Sant Pere, Sant Cristòfol i Sant Valentí.
Els actes de cultura popular més destacats són: la diada castellera, el descobriment del Capgròs de l’any, la sortida d’ofici o el Raval Infernal.

## Dia a dia
Tot i que les dates en les quals té lloc varien en funció del dia de Sant Pere, sempre cau els mateixos dies de la setmana i l'estructura de la festa és la mateixa. Cada any s'incorporen i canvien elements de la programació, però hi ha alguns protocols que no varien. A continuació es detallen aquests actes de cultura popular organitzats per dies.

### Divendres
És el primer dia de festa major. A les 18 de la tarda s'encén el ciri a l’atri de l'ajuntament en honor als sants patrons i amb la finalitat d’espantar la pluja els dies de la festa. Simultàniament comença la baixada del drac des de la Carretera de Matadepera. Aquest acte té com a referent la llegenda de Sant Llorenç del Munt. Aquesta narra la història d’una víbria que vivia a les muntanyes de Sant Llorenç i atemoria els habitants dels pobles veïns. El Drac de Terrassa baixa simbòlicament de les muntanyes i fa un recorregut amb la seva comitiva fins al Raval de Montserrat, portant la festa a la ciutat.
A les 20 del vespre el drac arriba al Raval de Montserrat, les esglésies repiquen les campanes i comença l’acte d’obertura de la festa major. Es llegeix el pregó des de l’ajuntament i l’alcalde fa l’obertura oficial de la festa. A continuació comencen els balls populars en els quals hi participen els Gegants de Terrassa Vells, Nous i Modernistes; els bastoners, els Nans de Terrassa i l'Àliga de Terrassa. A la meitat de l’acte es fa la revelació del Capgròs de l’Any.

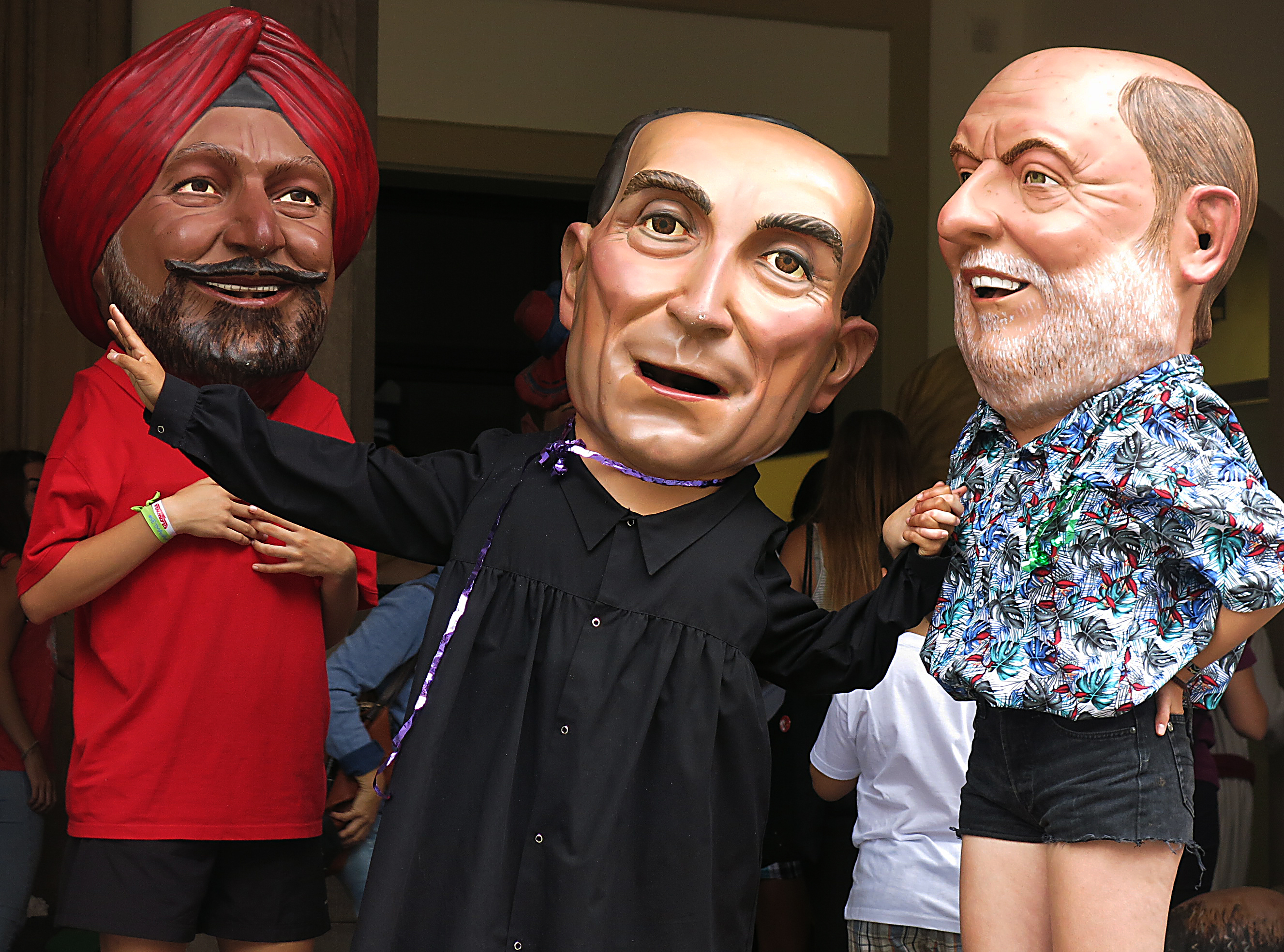
Ranjit, Suri i Valentí Grau, Capgrossos de l'any antics.

El capgròs de l'Any es descobreix anualment cada divendres de Festa Major amb l'objectiu homenatjar un personatge popular per la seva aportació a la ciutat, amb una reproducció en forma de capgròs. El Casinet de l’Espardenya organitza una festa de presentació dels candidats (anomenats Capdidats) un mes abans en el qual són sotmesos a una votació popular. El guanyador és construït i mantingut en secret fins aquest dia, i la seva revelació és un dels elements centrals de l’acte d’obertura. Un cop descobert, balla amb els altres capgrossos i amb l’àliga, i passa a formar part per sempre més del grup de Nans i Capgrossos de Terrassa.
A continuació, els altres grups de cultura popular tornen a ballar i l’acte acaba amb l’Estapera (un ball popular de Terrassa) en el qual tot el públic hi pot participar.
A la nit del primer dia també té lloc el Raval Infernal, l’acte de foc més important de la festa, que té lloc al Raval de Montserrat a dos quarts d’onze de la nit. Aquest agrupa tres colles de bestiari i tres de diables, amb el Drac de Terrassa i els Diables de Terrassa com a organitzadors permanents i les altres variant cada any. Les colles es mouen circularment en sentit contrari a les agulles del rellotge al ritme del Toc del Raval. No es tracta d’un correfoc convencional ja que l’acte no té un recorregut, es mou en cercles però només pel Raval de Montserrat. L’acte acaba cap a les 23:30 amb el flipot, un intens tro final de fabricació pròpia que marca el final del primer dia.

### Dissabte

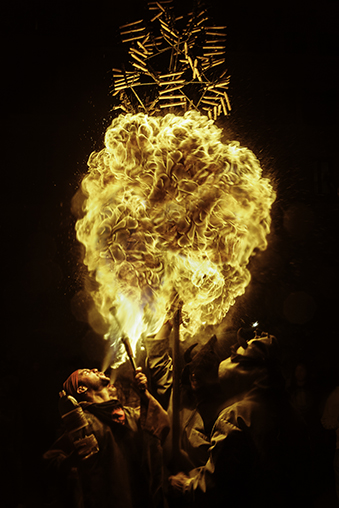
Diables de Terrassa, ceptrot de Llucifer encès pels piskuners

Els actes més destacats de dissabte tenen lloc a la tarda i a la nit. El Cercavila comença a les 18 al Raval de Montserrat i acaba a la Plaça Vella. Es tracta d'un recorregut dels grups de cultura popular pels carrers de la ciutat, que van actuant durant tot l'acte. És encapçalada pel Drac de Terrassa seguit pels Gegants, Nans, grups de dansa, bestiari divers, colles castelleres de la ciutat i grups de foc. Quan arriben a la Plaça Vella, cada grup fa una actuació de lluïment.
Acabats els balls, al voltant d'un quart de nou, els Minyons i Castellers de Terrassa entren a plaça per començar la seva actuació de lluïment pròpia. Es tracta dels Castells de Vigília, que es diuen així perquè es fan el dia abans del Diumenge de Festa Major i de l'exhibició castellera de l'endemà, que és la principal. Per això les colles es solen guardar els seus millors castells pel dia següent.
Més tard, a les onze, té lloc el Correfoc de Festa Major en el qual sí que hi participen tots els grups de foc de la ciutat. Mitja hora abans que comenci hi ha la concentració i tabalada. A diferència del Raval Infernal, aquest acte sí que té un recorregut pels carrers de la ciutat, i les colles estan més separades.
A mitja nit també té lloc el Ball de Revetlla a la Plaça Vella, i es sol convidar una orquestra o grup musical similar. Va precedit d'una traca que es tira a les dotze en punt i marca el començament del diumenge i de la revetlla. Es tira tan a prop de l'escenari com sigui possible i just quan acaba els músics comencen a tocar.

### Diumenge
És el dia central de Festa Major, en el qual té l’origen històric aquesta. Els actes de cultura popular que es fan durant el transcurs del dia són els principals de la festa, els més tradicionals i els més antics. Són, probablement, els més representatius de la cultura de la ciutat i intenten seguir al màxim els criteris històrics dels quals es té constància.
La ciutat es desperta amb les matinades, a càrrec dels Ball del Serrallonga, Bandolers de Terrassa i Trabucaires de Terrassa, acompanyats per les gralles i els tabals dels grups de cultura popular.
A tres quarts de deu té lloc el seguici d’autoritats des de l’Ajuntament fins a la Catedral de Sant Esperit, on es fa l'Ofici Solemne de Festa Major. És el moment de major significació institucional de la festa, tant per la participació directa dels representants del poder civil i religiós com pel simbolisme i tradició que recull l’acte en si. El seguici d’autoritats es compon, seguint un estricte ordre i protocol, per:
- El Drac de Terrassa, que encapçala el seguici

- Dos macers
- Dos guàrdies municipals amb vestuari de gala
- El penó de la ciutat, portat pel representant d’una l’entitat important de Terrassa
- Dos auxiliars portadors del penó
- Dos agutzils
- L'alcalde amb la vara, medalla i banda, símbols del poder municipal
- La resta de la corporació en filera de dues persones, portant bandes i ventalls, en l’ordre següent: tinents d’alcalde, portaveus municipals i la resta de regidors

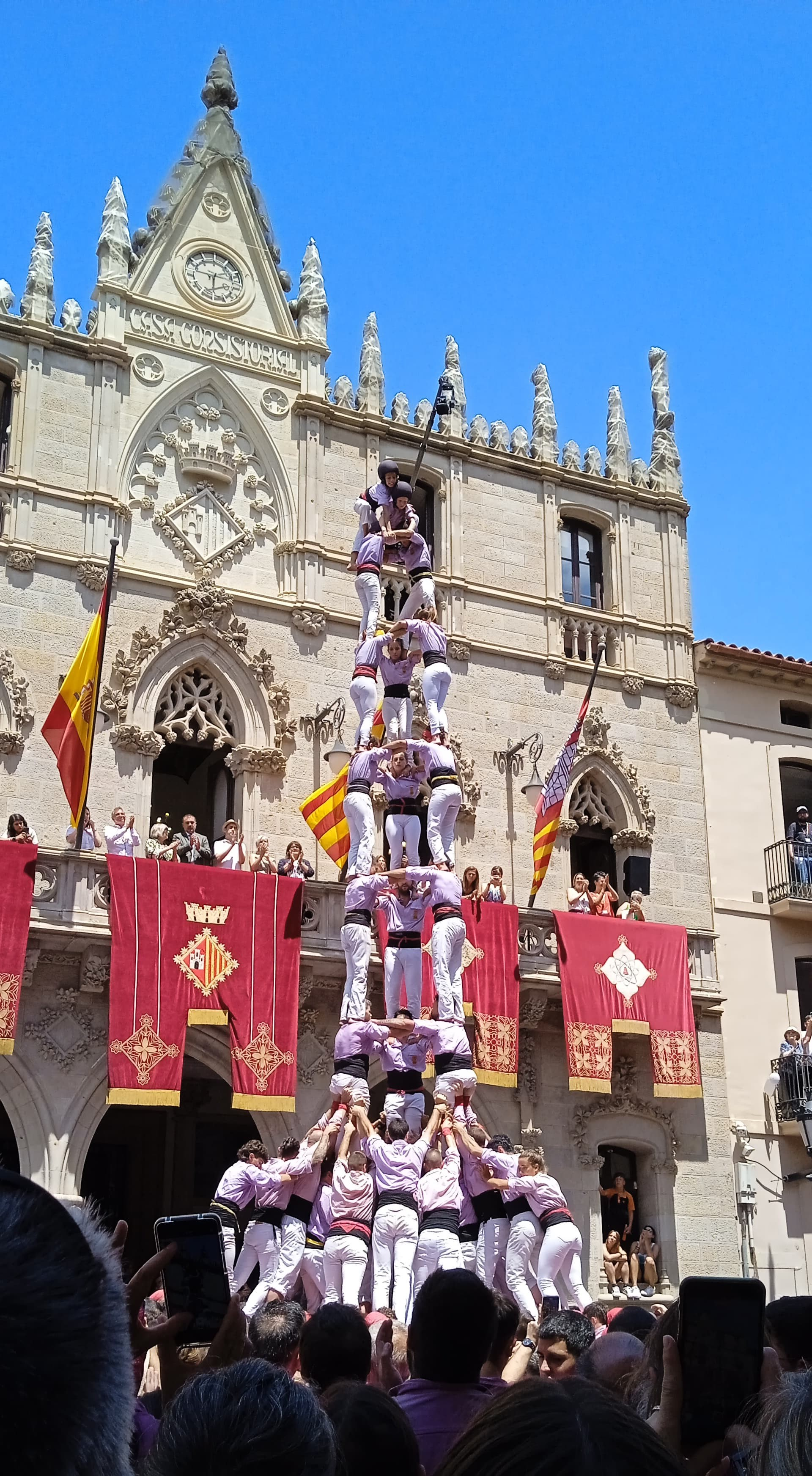
3 de 9 amb folre dels Minyons a la Diada de la Festa Major de Terrassa del 2023

Quan el seguici arriba a la catedral els rep la jerarquia eclesiàstica, hi ha un repic de campanes i es situa el penó sobre l’altar major. L'ofici religiós és una missa polifònica cantada que inclou goigs als tres sants patrons.
Un cop acabat l’ofici religiós té lloc la sortida d’ofici i el ball de plaça, una dansa popular típicament terrassenca que té lloc a la Plaça Vella. És la principal manifestació de la cultura tradicional de la ciutat i un element clau del patrimoni etnogràfic i cultural terrassenc. Comença amb la tronada i els pilars de salutació. Els membres de l'Esbart Egarenc obren el Ball de Plaça en parella amb els regidors que acaben de sortir de la missa. A la meitat aproximadament els regidors es retiren del ball i els dansaires l’acaben sols. A continuació és el torn dels Nans de Terrassa, i en un dels seus balls (Ball de la Cercavila) també hi participen les autoritats. Els segueixen els Bastoners de Terrassa (amb el vestuari antic), el Drac de Terrassa, els Gegants de Vells i Nous de Terrassa i l’Àliga de Terrassa. En acabat, els grups de cultura popular amb el seguici d’autoritats tornen davant del Raval de Montserrat on fan una actuació de comiat. Finalment entren les colles castelleres amb els pilars caminant, i comença la diada.
La diada castellera de la Festa Major de Terrassa té lloc al Raval al migdia, i hi participen les colles locals Minyons de Terrassa i Castellers de Terrassa, i una colla convidada. Compta de 3 rondes per colla (que es van intercalant) i una de pilars. Malgrat tenir lloc a l’inici de la temporada castellera és un esdeveniment destacat. S'hi construeixen castells de complexitat diversa, incloent-n’hi alguns de 9 i sovint algun gamma extra. Alguns d’aquests es fan per primer cop a la temporada: 2d9fm (2023), 3d10fm(c) (2017), pd8fm (2015), 5d9f (2015). La diada acaba amb una ronda de pilars.

### Dilluns, dimarts i dimecres
El dilluns és festiu local, i el dia principal de la Festa Major Infantil. Es tracta d’un conjunt de activitats i representacions per als més petits que té lloc al Parc de Vallparadís durant tot el dia de dissabte, diumenge i dilluns. El matí d’aquest últim té lloc la Gran Festa del Dilluns, en el qual hi ha espectacles, jocs, tallers, espais d’entitats culturals i esportives. A la tarda, els més petits de les colles de cultura popular de Terrassa fan un cercavila i acaben amb uns balls de lluïment. Aquest mateix dia també tenen lloc les curses de cambrers i el concurs d’apilar capses de Cocacola, activitats que, tot i no formar part dels protocols més tradicionals, han guanyat una gran popularitat durant els últims anys.
El dimarts i el dimecres són dies laborables, i la festa va de baixa. No obstant això, encara hi ha algunes activitats destacables, com la Gran Gala de Circ, el dimarts a la tarda.
El dimecres és l’últim dia de la festa, i a la nit té lloc el castell de focs. A continuació es realitza una cantada d’havaneres en la qual la Corporació Municipal serveix el tradicional rom cremat, posant així el punt final a la festa.